# Grup de l'acrocordita
El grup de l'acrocordita és un grup de minerals de la classe dels fosfats que cristal·litzen en el sistema monoclínic. Està format per tres espècies, l'acrocordita, la guanacoïta i la vargita. Aquest grup va ser establert per l'Associació Mineralògica Internacional en el mes de febrer de 2023.
| Espècie     | Fórmula                    |
| ----------- | -------------------------- |
| Acrocordita | MnMn₂Mn₂(AsO₄)₂(OH)₄(H₂O)₄ |
| Guanacoïta  | MgCu₂Mg₂(AsO₄)₂(OH)₄(H₂O)₄ |
| Vargita     | MnCu₂Mn₂(AsO₄)₂(OH)₄(H₂O)₄ |

Segons la classificació de Nickel-Strunz els minerals d'aquest grup pertanyen a «08.DD - Fosfats, etc, només amb cations de mida mitjana, (OH, etc.):RO₄ = 2:1» juntament amb els següents minerals: chenevixita, luetheïta, aheylita, calcosiderita, faustita, planerita, turquesa, afmita, childrenita, eosforita i ernstita.